# Schweizer Spielmuseum

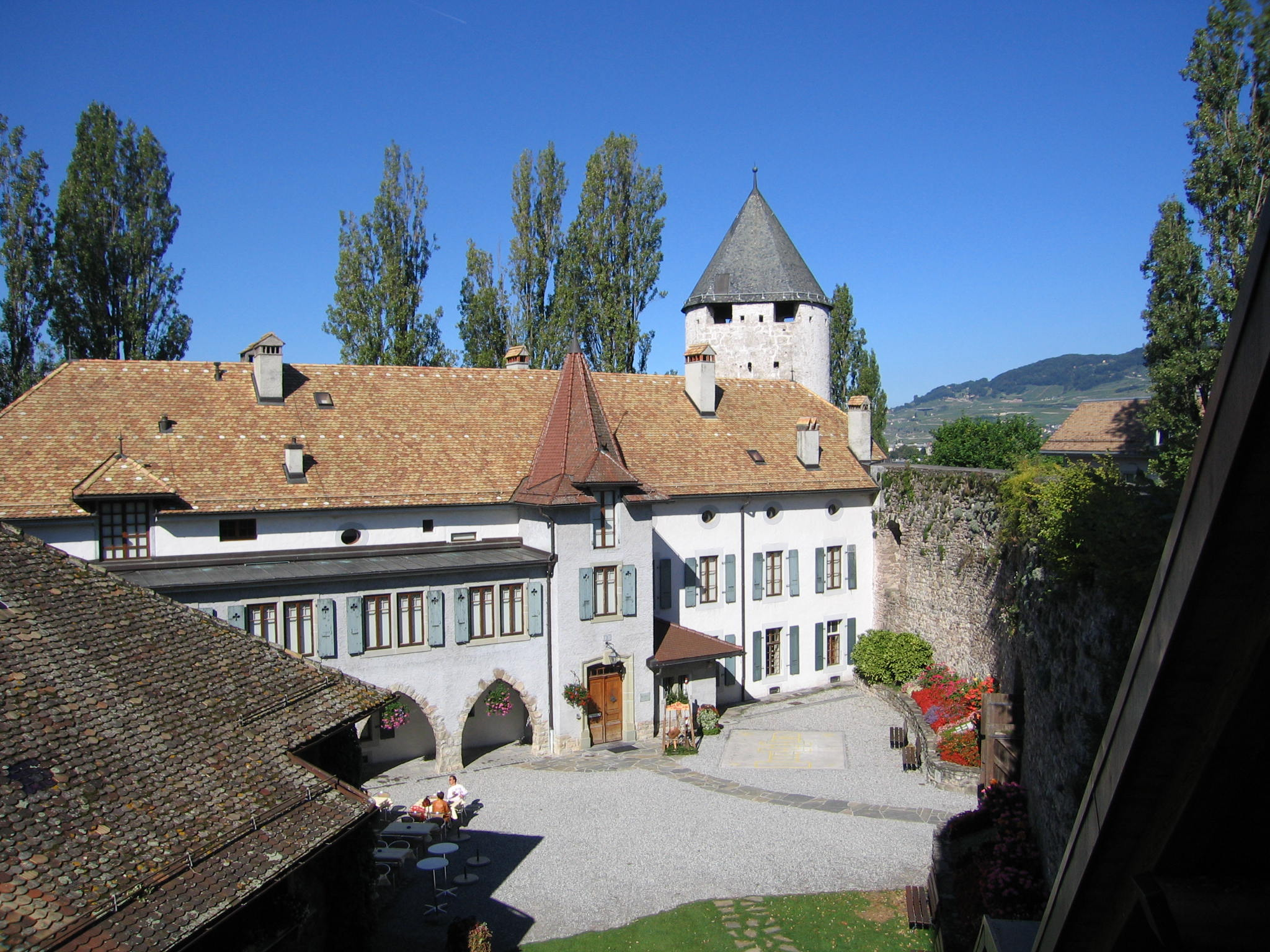
Spielmuseum im Schloss von La Tour-de-Peilz

Das Schweizer Spielmuseum (französisch: Le Musée Suisse du Jeu) befindet sich in der Burg der Ortschaft La Tour-de-Peilz zwischen Vevey und Montreux. Das Museum widmet sich der Erhaltung, Erforschung und Verbreitung verschiedener Formen von Gesellschaftsspielen. Im Gegensatz zu anderen Museen unterscheidet das Schweizer Spielmuseum das "Spiel" vom "Spielzeug" (Puppen, Modellbau usw.) Das Schweizer Spielmuseum ist die älteste und einzige Institution dieser Art in Europa. Die Sammlung umfasst mehr als 10.000 Spiele aus aller Welt und reicht von der Antike bis in die Gegenwart.

## Geschichte des Museums
In Folge einer Volksabstimmung im Jahr 1979 erwarb die Gemeinde La Tour-de-Peilz das direkt am See gelegene Schloss. Die historische Kulisse sollte für die Öffentlichkeit zugänglich gemacht werden und einen Raum für Erholung und Spiel bieten. Der Förderverein des Schlosses wurde mit der Entwicklung und Belebung der Räumlichkeiten betraut; eine erste Ausstellung mit dem Titel "Table Games and Checkers" fand im November 1981 statt. Anschliessend beauftragte die Stadtverwaltung Michel Etter, Lehrer an der École Supérieure von La Tour-de-Peilz, ein Museumskonzept zu entwerfen und eine erste Spielesammlung zu erwerben.
1987 wurde das Museum offiziell eingeweiht und erwarb sich schnell einen Platz in der Schweizer Museumswelt. Tatsächlich hatte noch niemand daran gedacht, wichtige Erinnerungen, wie z. B. Kinderspiele und Erwachsenenspiele zu sammeln und zu konservieren. 1989 erhielt das Museum eine besondere Erwähnung im Rahmen der Auszeichnung der Europäischen Museen des Jahres. Ab 2003 wurde das Museum und seine Sammlungen an eine zu diesem Zweck gegründete Stiftung übertragen. Der Förderverein des Museums ersetzte danach den Förderverein des Schlosses.
Das Museum wurde 2002–2023 vom Archäologen und Spielexperten Ulrich Schädler geleitet. Ab April 2023 hat Selim Krichane die Leitung übernommen.

## Dauerausstellung
Die Dauerausstellung bietet ein Panorama der Spielewelt von der Antike bis zur Gegenwart und führt durch verschiedene Spieltypologien. Die Ausstellung ist in 10 Etappen aufgebaut:
- Voyajeux (Spiele aus Afrika, Asien und Südamerika)
- Zurück zum Anfang (Spiele der Antike)
- Europäische Spiele vor der Industrialisierung
- Spielkarten – Kartenspiele
- Der Körper im Spiel (Geschicklichkeitsspiele)
- Indien – Land der Spiele
- Der Spielemarkt
- "Ye Olde Castle" – Englische Kneipenspiele
- Jackpot! (Lotterien und Lotterien)
- Spiele im Freien

Seit 2007 verfügt das Museum über einen Aussenspielplatz, der zum Spaziergang im Schlossgarten einlädt. Die grosse Familie von Outdoor-Spielen mit oder ohne Ausrüstung ist ausserdem im Museum vertreten.
Ein Café und zu mietende Säle runden das Angebot des Museums ab.

## Wechselausstellungen
- 1988 « Rêves de pierre »
- 1989 « Jeux d’échecs : objet d’art »
- 1990 « La Suisse en jeu »
- 1990 « Jeu : tu, ils collectionnent… »
- 1991 « Jeux de boules et de billes : du hasard au calcul »
- 1992 « Chance, les jeux de hasard pur »
- 1993 « Loterie »
- 1995 « Hist(oie)res »
- 1998 « Le jeu d’échecs céramique »
- 1998 « Abattre pour jouer »
- 2000 « Construire, une passion »
- 2000 « L’Art de jouer »
- 2001 « B.D. un monde en jeux »
- 2001 « Billard : sport ou jeu ? »
- 2002 « Le corps en Jeu »
- 2004 « Kempelen – Echecs-o-mat »
- 2004/5 « Americanopoly »
- 2005/6 « Au fil du monde. Les jeux de ficelle »
- 2007 « Premio Archimede »
- 2008/9 « Le jeu discret de la Bourgeoisie. Deux siècles de culture ludique européenne »
- 2009 « Instant Chess », œuvres réalisées par les étudiants de la Haute École du Liechtenstein
- 2009/10 « Montagne et jeux. Entre cimes et neige à travers les jeux de société »
- 2010/11 « UKIYO-E. Estampes japonaises de Go de la collection Erwin Gerstorfer »
- 2011 « Premio Archimede »
- 2011/12 « Ecce Homo Ludens. Le jeu dans l'art contemporain »
- 2012 « Créateurs de chances. Les loteries en Europe »
- 2013 « La création de jeux, passion ou travail »
- 2014 « Le Tarot révélé. Jeu et divination »
- 2014 « Le jeu et l'Histoire se rencontrent. La Première Guerre Mondiale »
- 2015 « Veni, Vidi, Ludique ». Jouer avec l'Antiquité
- 2015/6 « Jeux du Château d'Hauteville. La vie ludique de Château autour de 1800 »
- 2015/16 « Le Mah-jong dans tous les sens »
- 2016 « La Vie Sauve » Présentation du plus grand puzzle du monde
- 2016 « Le collectionneur voyageur ». La collection d'échecs d'André Curchod
- 2016/17 « So British! » Les jeux anglais
- 2018/19 « Albert Smith. Le spectacle du Mont-Blanc »

## Das Schloss
Das Schloss von Tour-de-Peilz wurde im Mittelalter erbaut und diente als Verteidigungsposten, das den Verkehr auf dem Genfersee überwachte und als Zollstation diente. Es wurde 1476 während der Burgunder Kriege zerstört und 1747 von Jean Grésier, einem französischen Offizier, erworben und wieder aufgebaut. Zu Beginn des 20. Jahrhunderts wurden eine von Arkaden gestützte Galerie sowie ein den Haupteingang markierender Turm errichtet. Die beiden Ecktürme, die Einfriedung, die Stadtmauern und die Gräben wurden 1973 als historische Monumente eingestuft.

## Die Bibliothek
Die Spezialbibliothek umfasst rund 5.000 Bücher. Die Buch- und Korrespondenzsammlung von Ken Whyld, einem 2003 verstorbenen, englischen Historiker und Experten des Schachspiels, ist eine davon. Interessierten Personen steht sie auf Anfrage zur Verfügung.

## Museumsaktivitäten
Neben der Dauerausstellung und den Wechselausstellungen bietet das Museum pädagogische Workshops für Kinder, Erwachsene und Unternehmen an. Eine Lehrdatei steht den Lehrern zur Verfügung. Regelmässig finden auch Veranstaltungen wie z. B. das internationale Awele-Turnier [Archiv] oder das Jahrestreffen der Schweizer Spieleentwickler statt. Es ist auch anzumerken, dass die Gewinner des Prototypenwettbewerbs "Premio Archimede" im Museum vorgestellt werden.
Seit 2009, findet jedes Jahr im September das Château des Jeux statt. An einem Sonntag, treffen dann Spieleverleger, Spielevereinigungen, Spieleanbieter und ein grosses Publikum zusammen.

## Förderverein des Museums
Der im Jahr 2003 gegründete Förderverein des Schweizer Spielmuseums fördert die Entwicklung des Museums, bereichert die Sammlungen und stellt Verbindungen mit der Öffentlichkeit her.
Ziel ist es unter anderen, Menschen mit Interesse am Spiel als universelles Kulturgut zusammenzubringen, den Ruf des Museums zu fördern, Forschung zu finanzieren, Studien und Spezialwerke zu fördern oder zu veröffentlichen, die Sammlung zu bereichern, die Teilnahme von Freiwilligen an den vom Museum organisierten Aktivitäten zu fördern, die Museumsdienstleistungen allgemein verbessern zu helfen und Konferenzen zu organisieren.

## Publikationen
- « La Suisse en jeu » Roger Kaysel et al. 1989, ISBN 3-85545-037-4
- « Jeux d’échecs: objets d’art » Michel Etter, 1989, ISBN 2-88375-005-X
- « Jeu : tu, ils collectionnent » Michel Etter, 1990, OCLC 756977640
- « Jeux de billes et de boules » Philippe Addor, 1991, ISBN 2-88375-007-6
- « Chance : les jeux de hasard pur » Philippe Addor et al. 1992
- « HistOIEres » Marimée Montalbetti, 1995, ISBN 2-88375-008-4
- « L’art de jouer » Bernard Giry et al. 2000, ISBN 2-9514573-2-4
- « Americanopoly » Bruce Whitehill, 2004, ISBN 2-88375-009-2
- « Kempelen. Echecs-o-mat – Schachautomat » Ernst Strouhal et Brigitte Felderer, 2004
- « Jeux de l’humanité, 5000 ans d’histoire culturelle des jeux de société » Ulrich Schädler (ed.), 2007, ISBN 978-2-8321-0298-5
- « Spiele der Menschheit, 5000 Jahre Kulturgeschichte der Gesellschaftsspiele » Ulrich Schädler (ed.), 2007, ISBN 978-3-89678-615-9
- « Créateurs de Chances. Les loteries en Europe » Ulrich Schädler (éd.) 2012, ISBN 978-2-88375-025-8
- « Le Tarot révélé » Thierry Depaulis, 2013, ISBN 978-2-88375-013-5.
- « Mah jong, le jeu » Jennifer Genovese (éd.), 2015, ISBN 978-2-8097-1124-0

## Objektgalerie

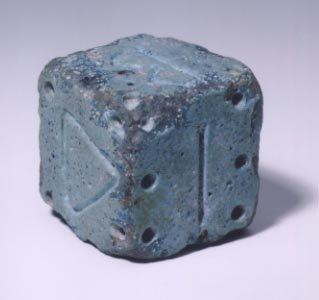
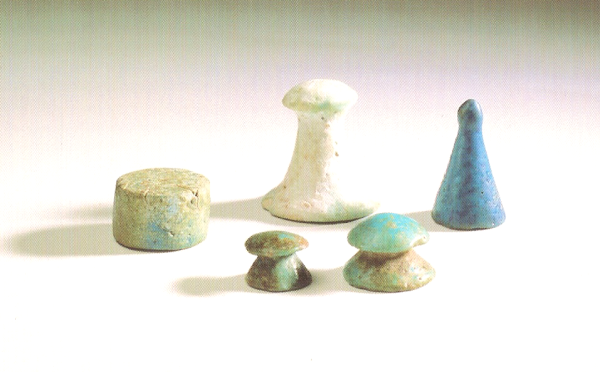
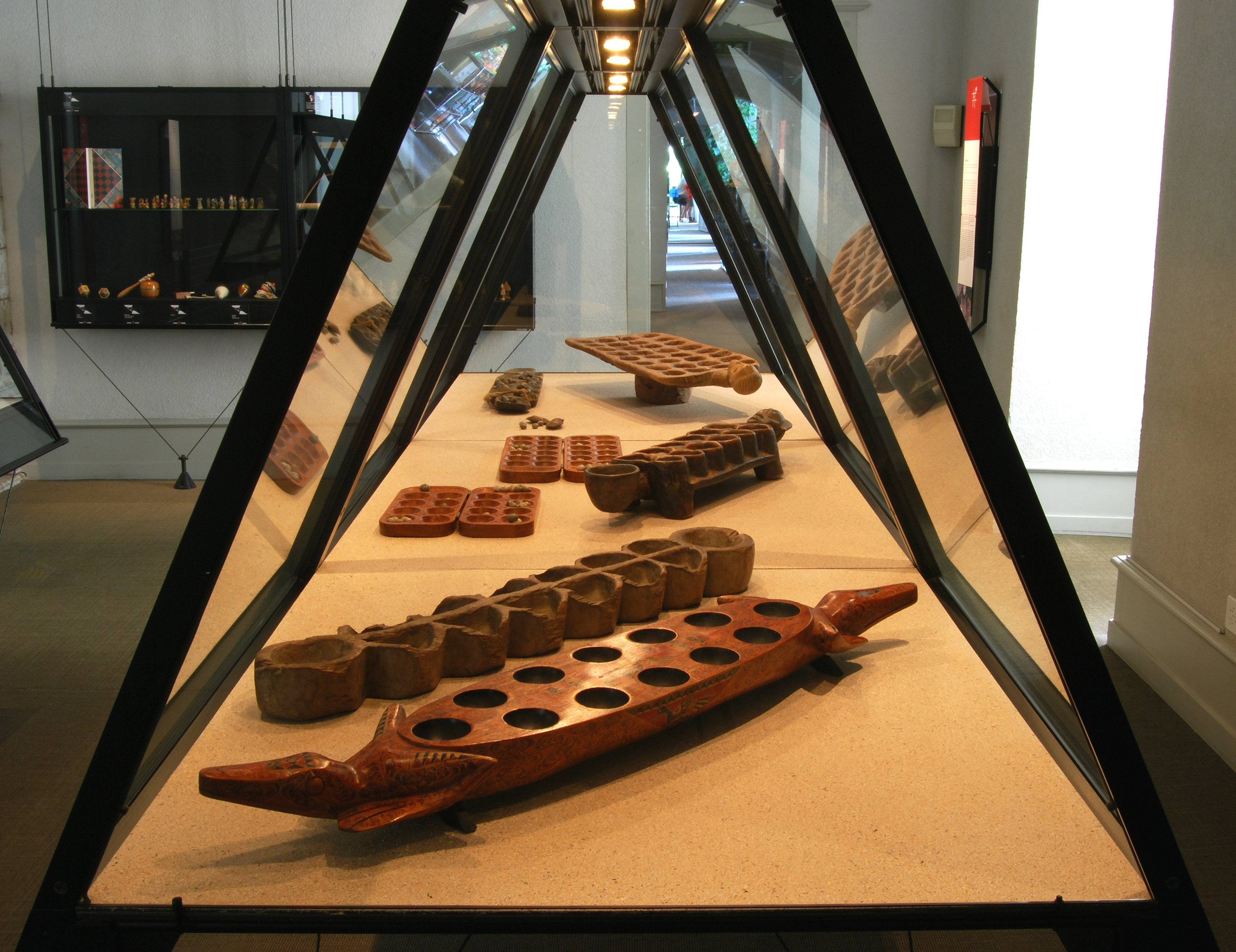
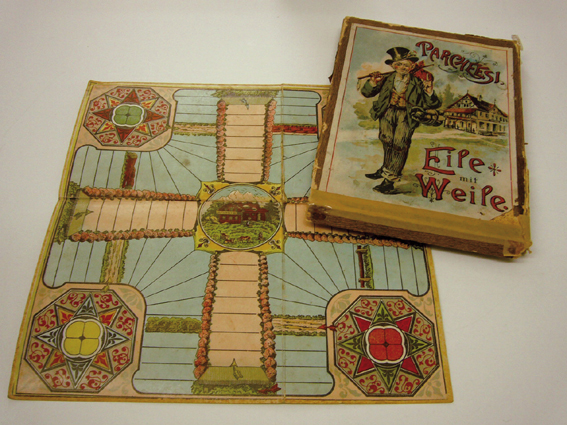
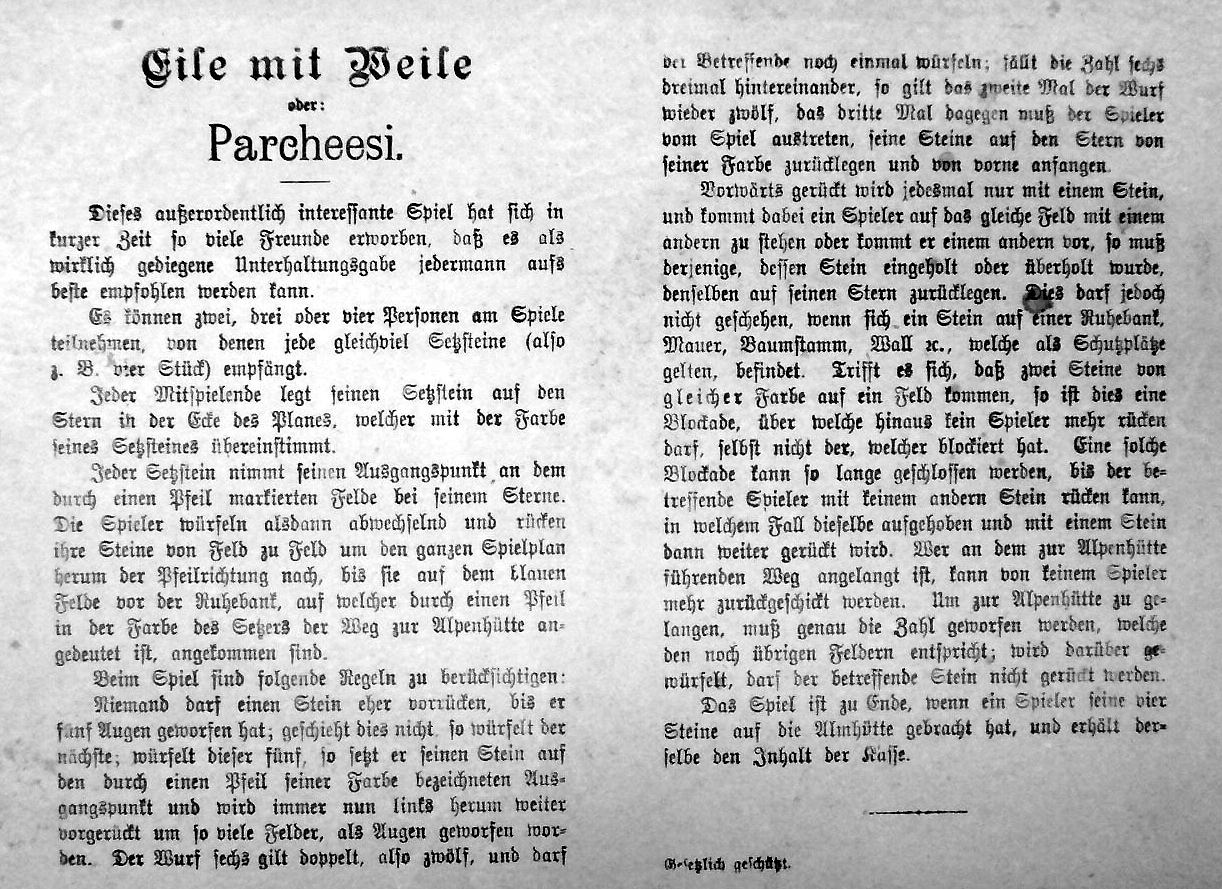
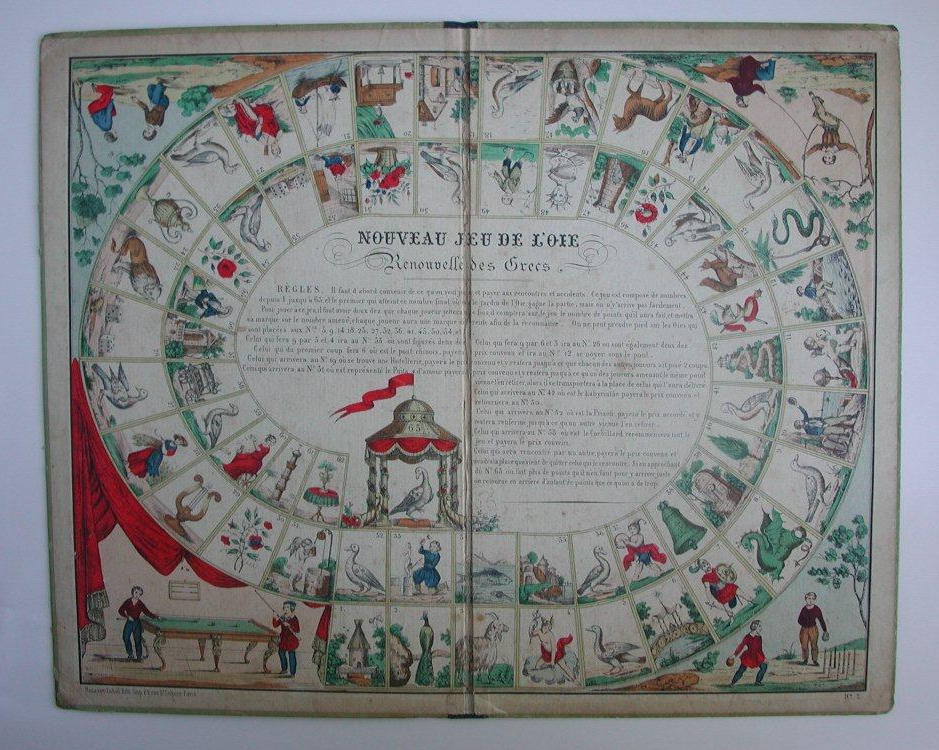
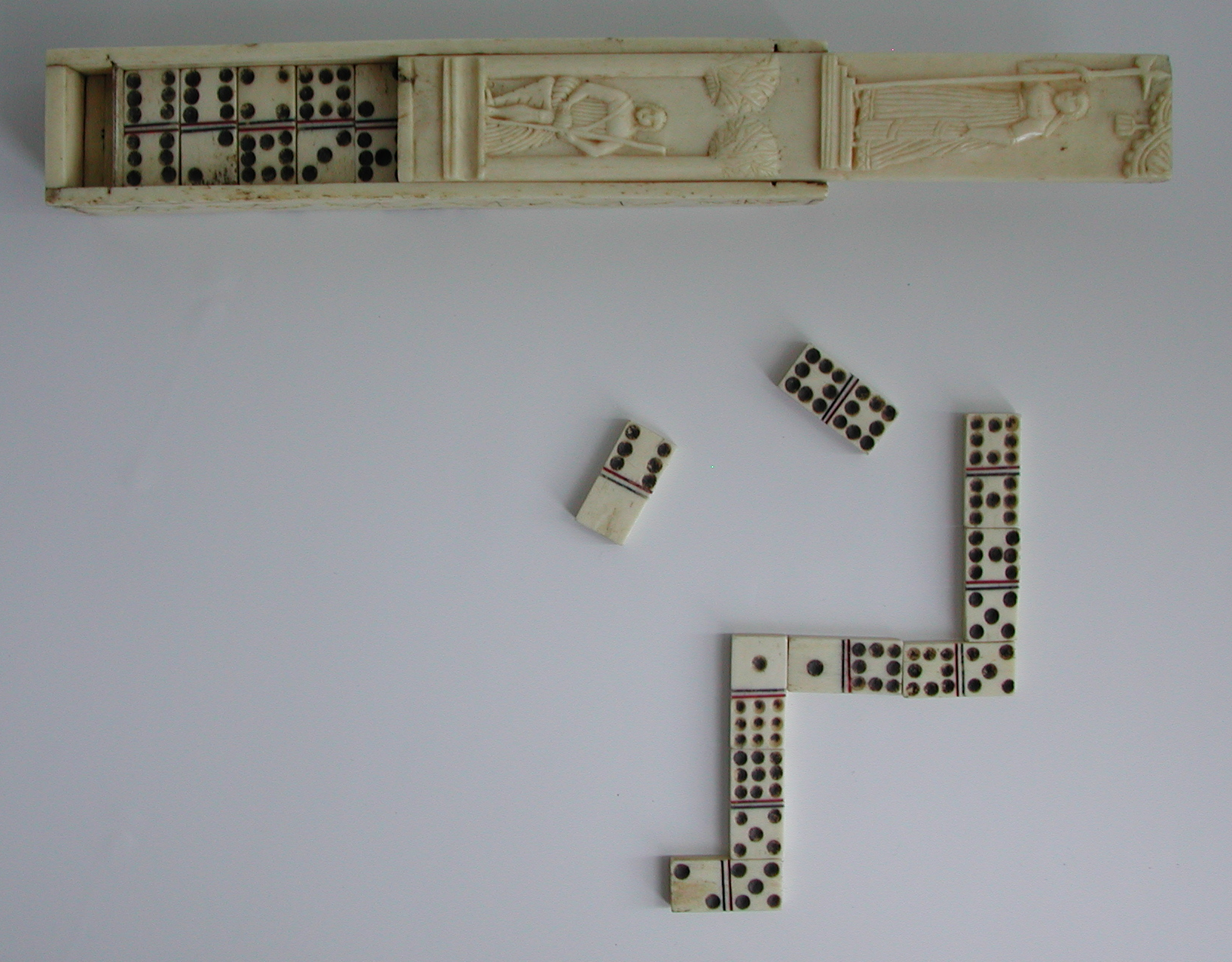
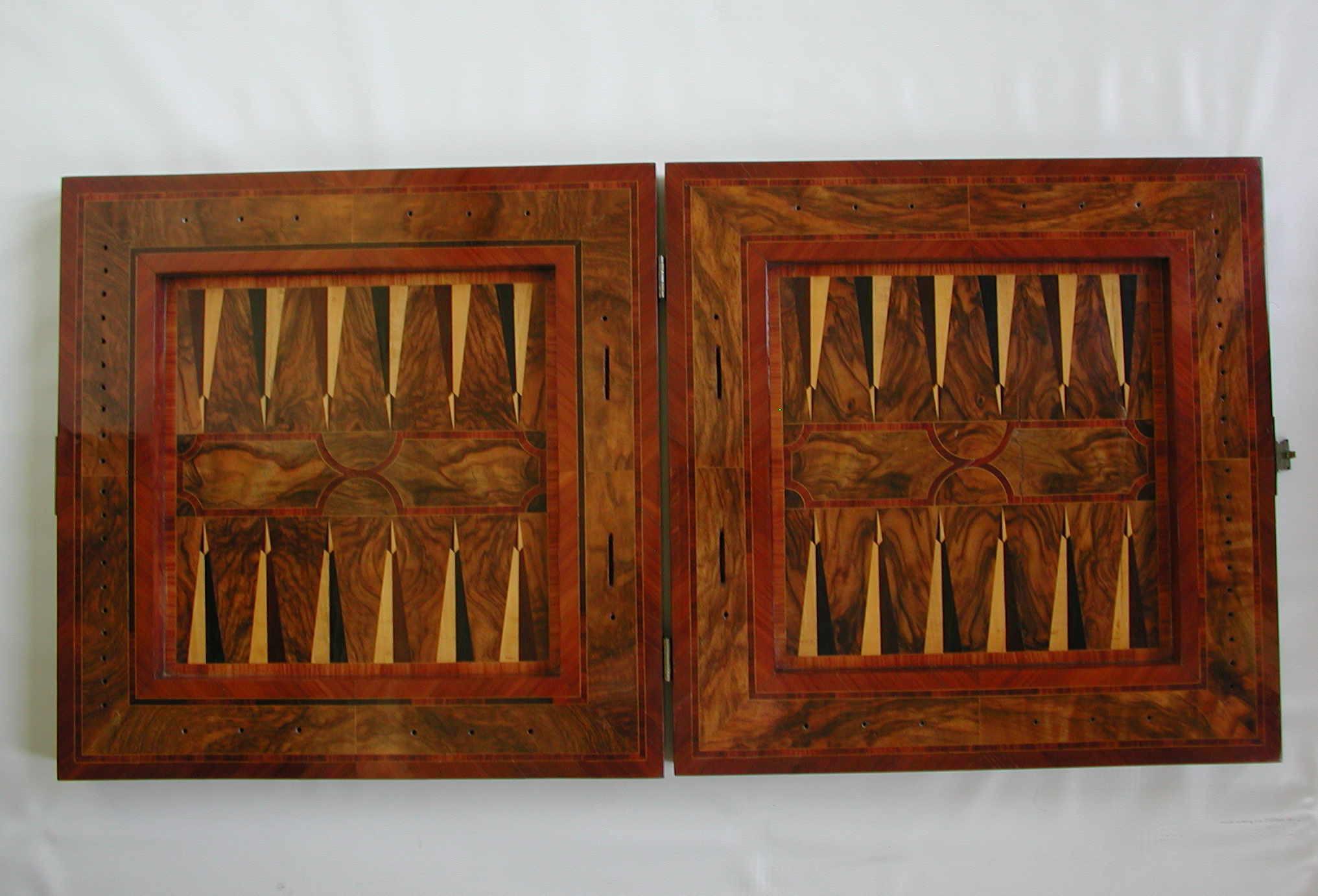
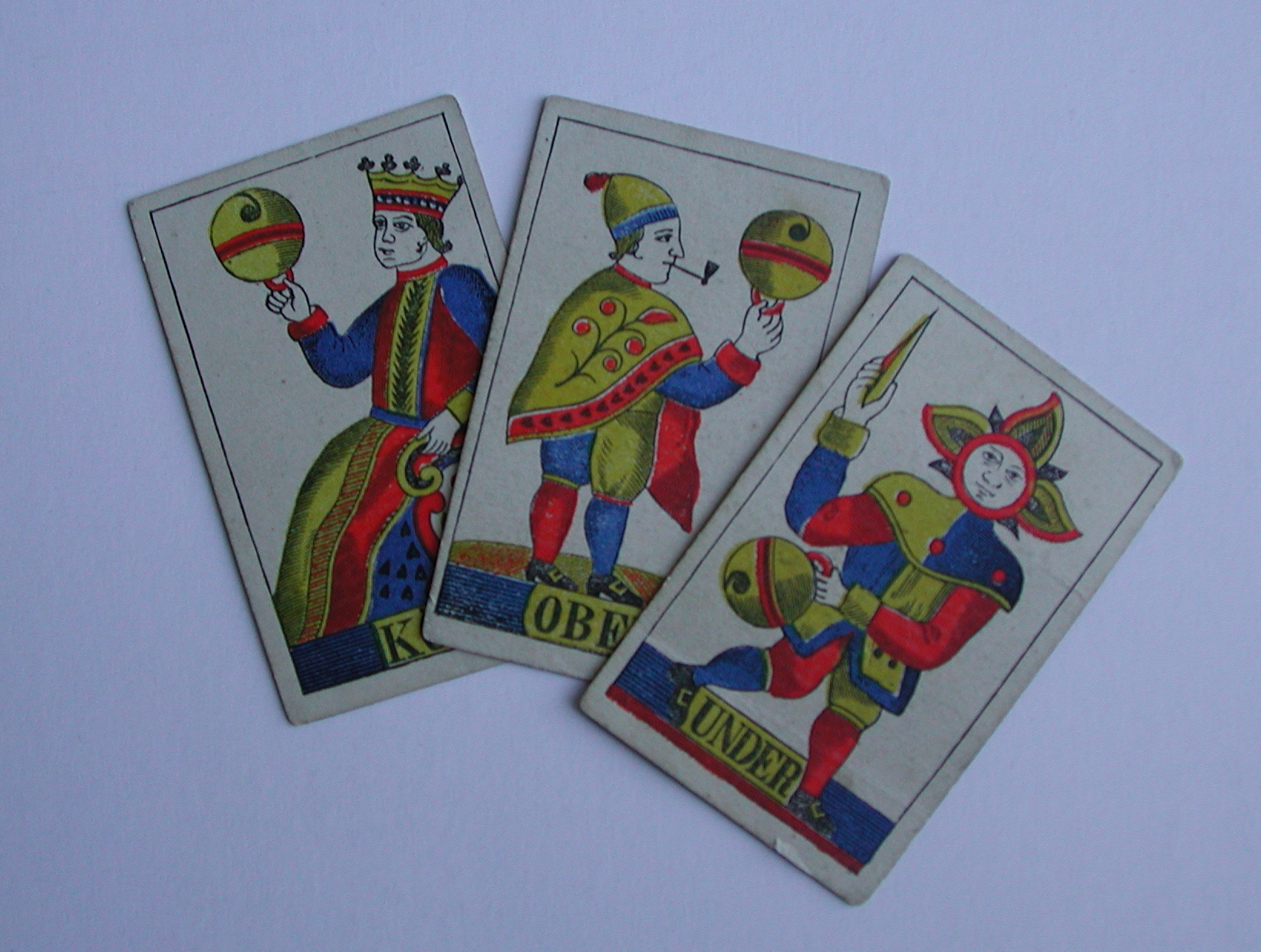
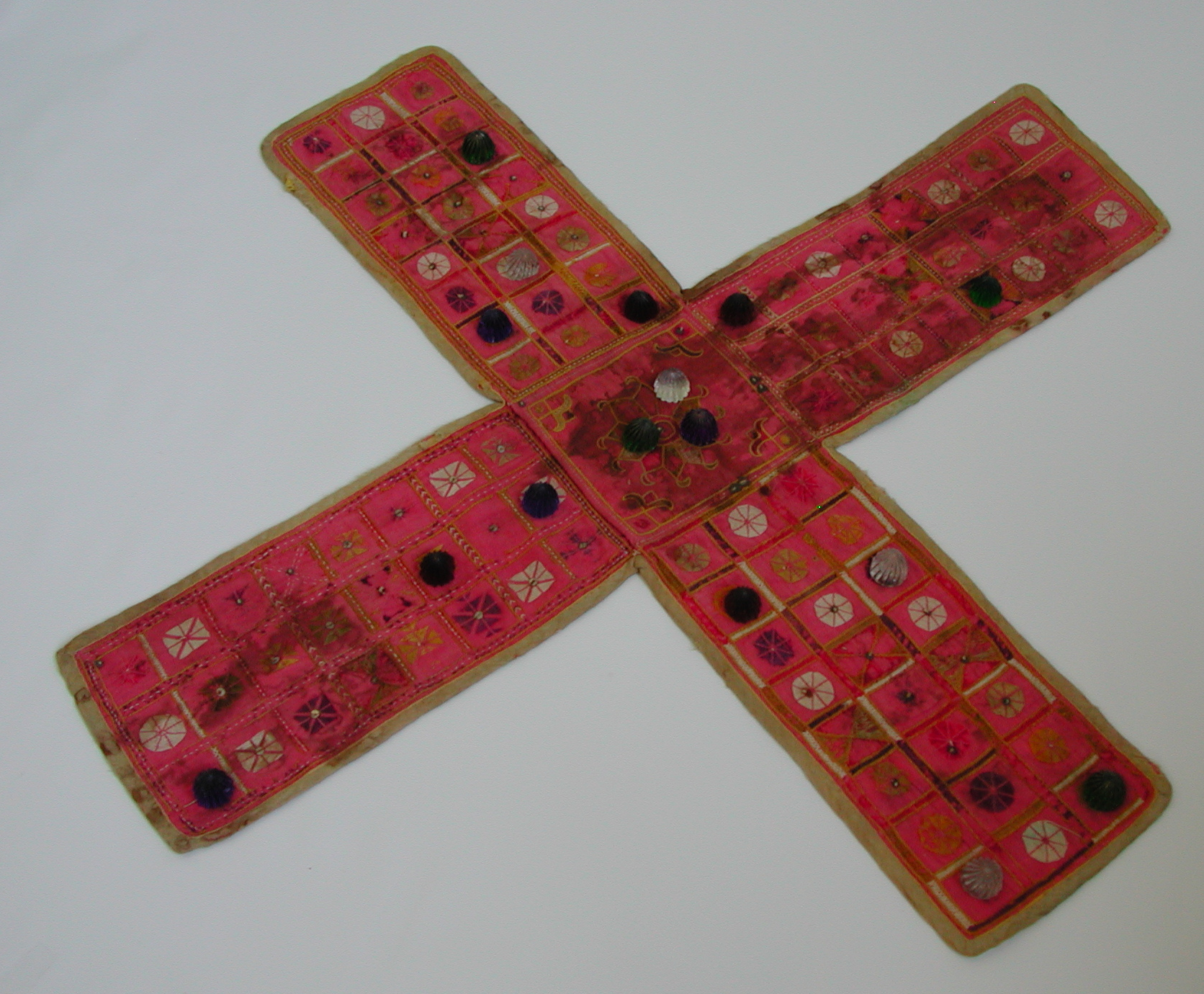
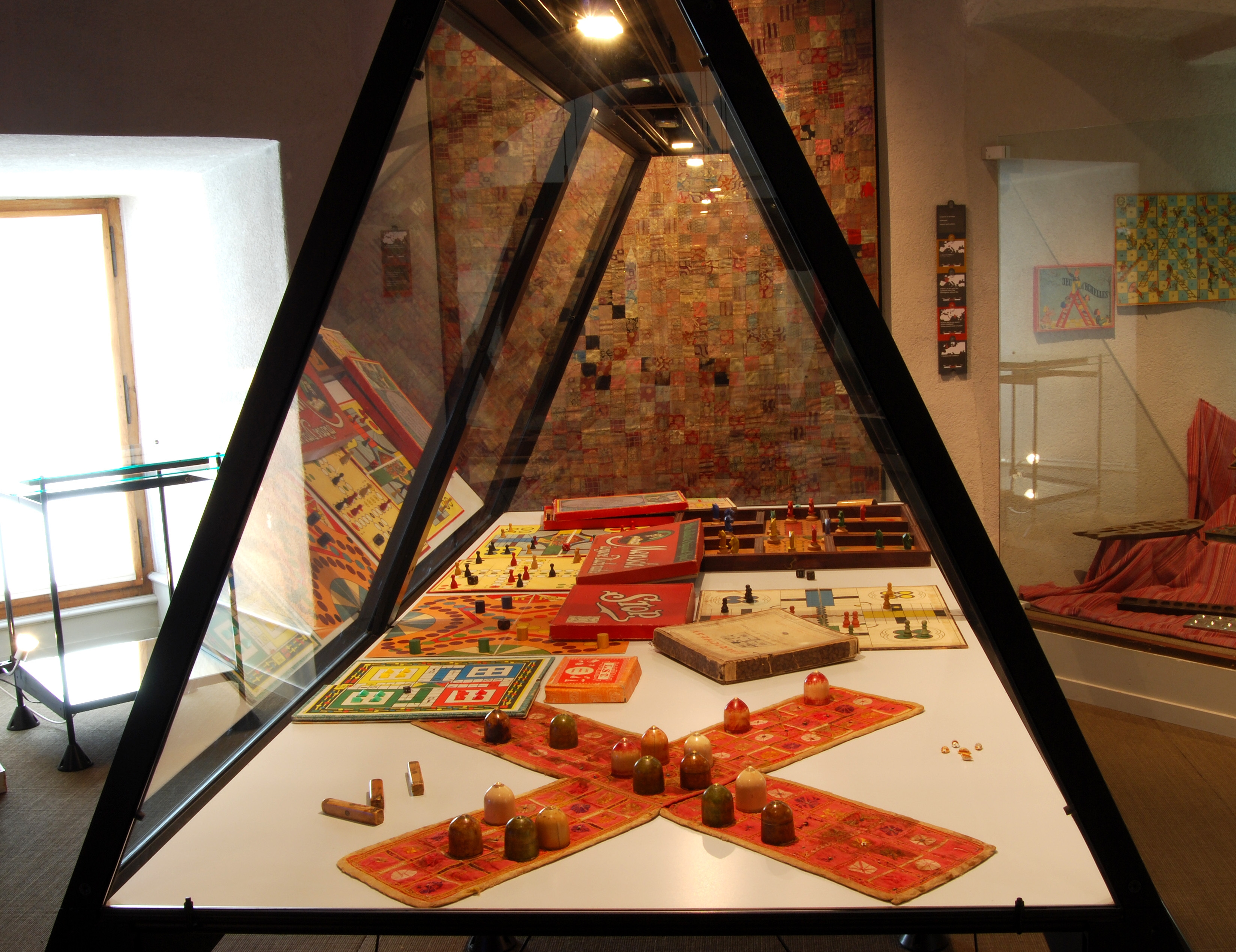
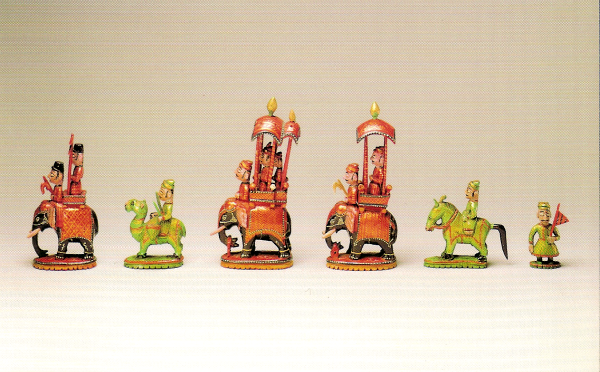
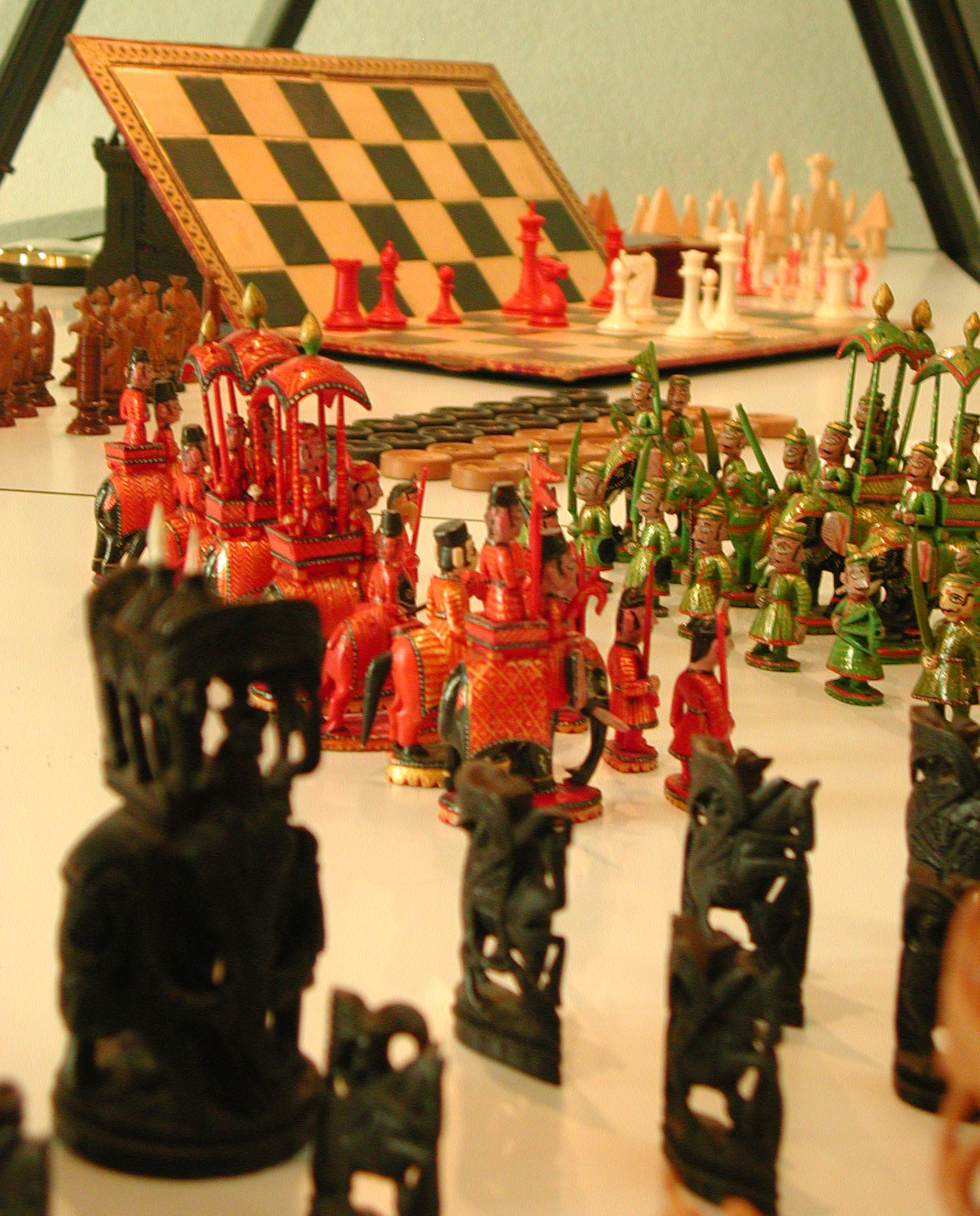
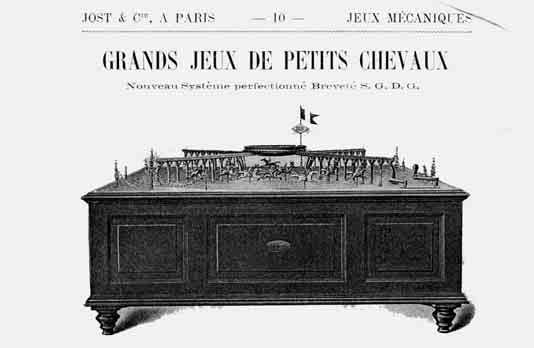
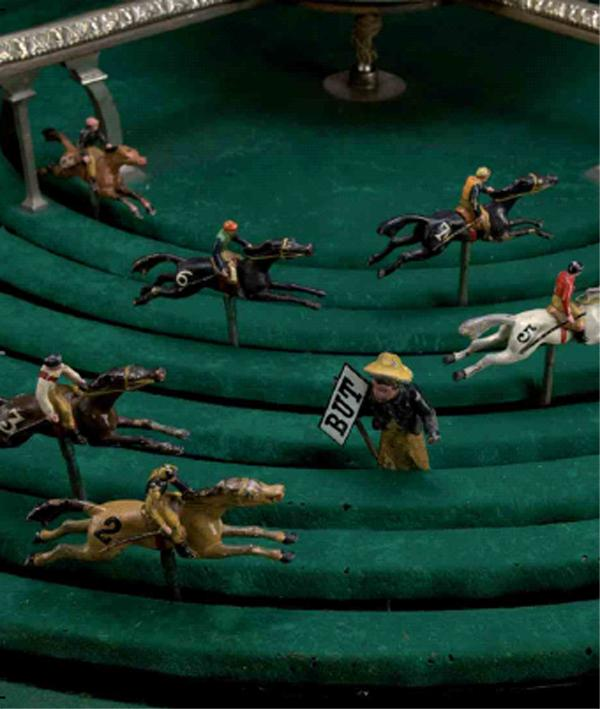
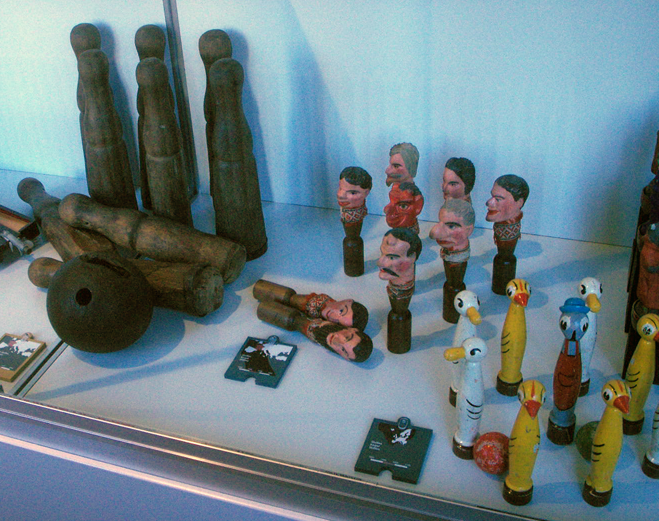
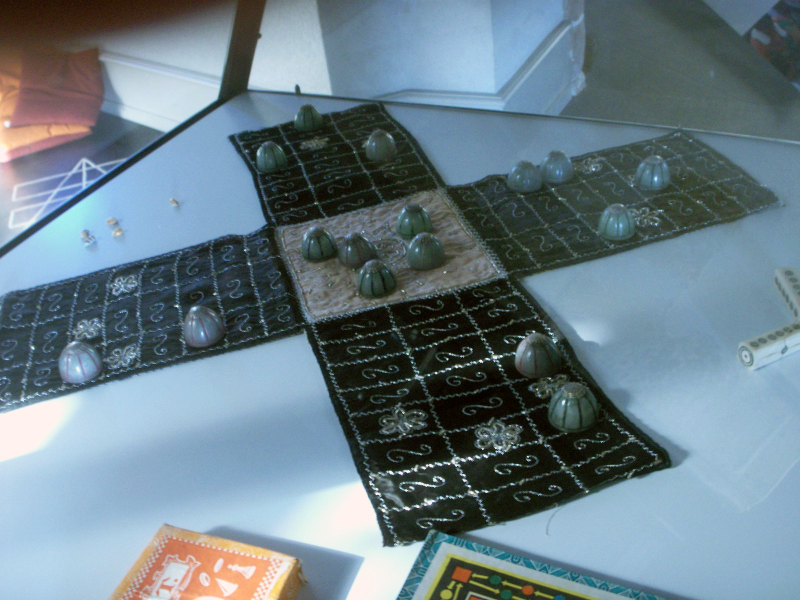
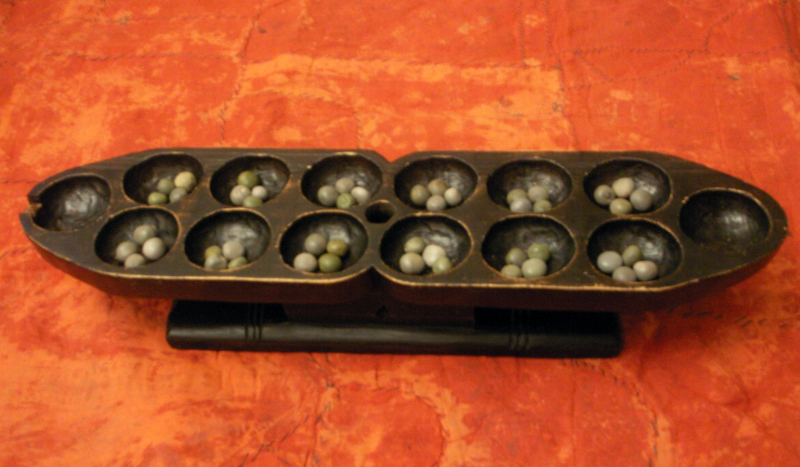
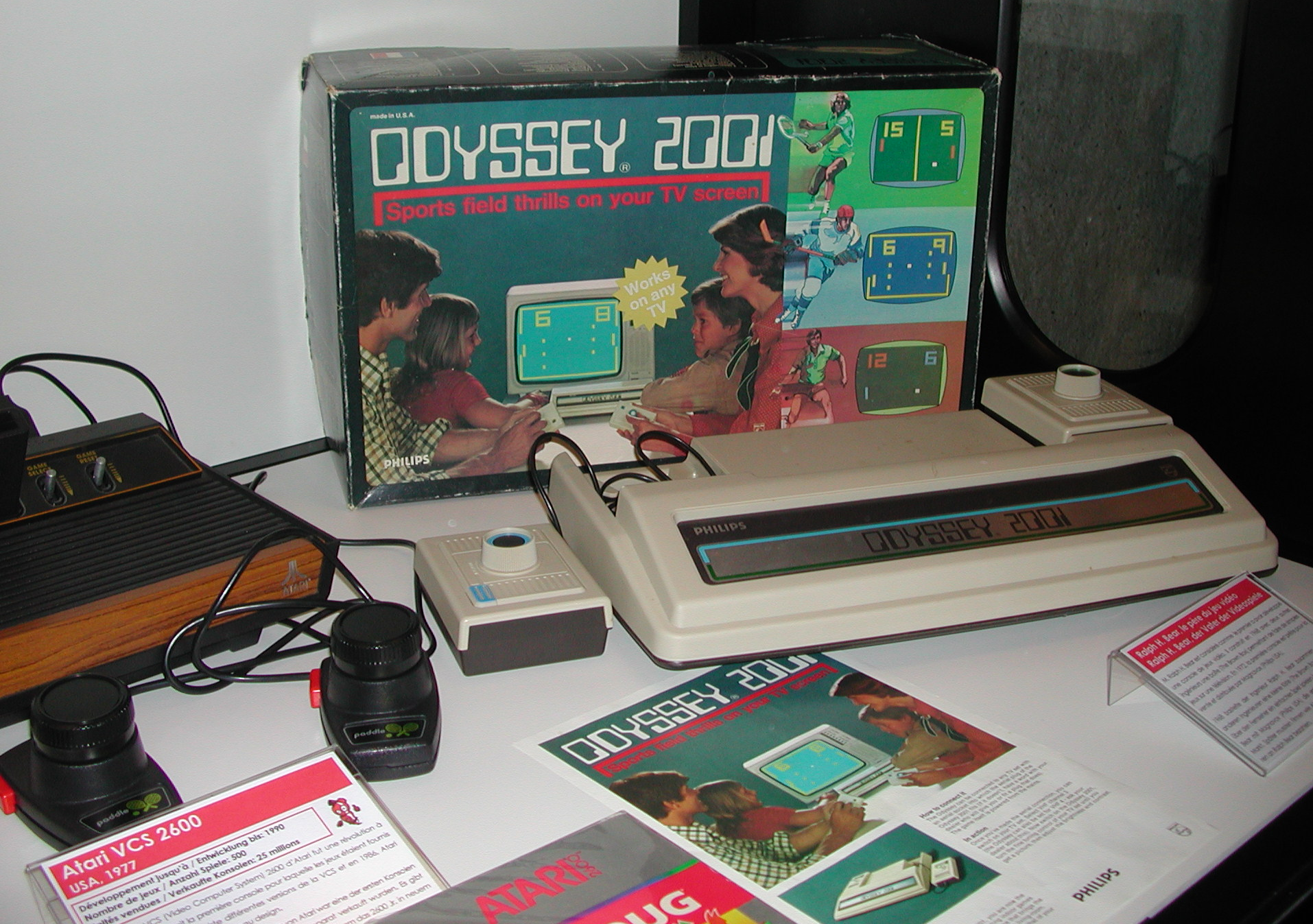